# Washington Redskins 1966
La stagione 1966 dei Washington Redskins è stata la 35ª della franchigia nella National Football League e la 30ª a Washington. Sotto la direzione del capo-allenatore Otto Graham la squadra ebbe un record di 7-7, terminando quinta nella NFL Eastern e mancando i playoff per il 21º anno consecutivo. 
Nella settimana 12 i Redskins stabilirono un record NFL per la stagione regolare segnando 72 punti ai New York Giants (il record assoluto di 73 punti era stato subito dagli stessi Redskins contro i Chicago Bears nella finale del campionato NFL 1940).

## Roster
| Roster dei Washington Redskins nel 1966 |
| --- |
| Quarterback - 9 Sonny Jurgensen - 14 Dick Shiner Running Back - 32 Tom Barrington - 25 A.D. Whitfield - 35 Joe Don Looney - 39 Steve Thurlow Wide Receiver - 80 Pat Hodgson - 49 Bobby Mitchell - 42 Charley Taylor Tight End - 88 Pat Richter P - 87 Jerry Smith Offensive Linemen - 56 Len Hauss C - 65 Jake Kupp G - 62 Ray Schoenke G - 74 Jim Snowden T - 64 Mitch Johnson T Defensive Linemen - 77 Walt Barnes DT - 66 Carl Kammerer DE Linebacker - 55 Chris Hanburger - 70 Sam Huff Defensive Back - 46 Rickie Harris CB - 26 Paul Krause S - 23 Brig Owens S - 47 Jim Shorter CB Special Team - 3 Charlie Gogolak K |
| Legenda - I rookie sono in corsivo. - Il primo ruolo è il principale mentre gli eventuali successivi indicano i ruoli secondari. - (IR) sta per Injured Reserve ed indica la lista ristretta per un solo giocatore infortunato che può tornare ad allenarsi dopo la settimana 6 e a rientrare in prima squadra dopo che questa ha giocato 8 partite. - (NF-Inj.) / (NF-Ill.) stanno rispettivamente per Non-Football Injured e Non-Football Illness ed indicano le liste dove viene inserito un giocatore che ha un infortunio o una malattia non dipendente dal football americano. - (PUP) sta per Physically Unable to Perform ed indica la lista dove viene inserito un giocatore mentre è in attesa di recuperare la condizione fisica. Nella stagione regolare dopo la sesta partita giocata dalla propria squadra, il giocatore ha tempo tre settimane per riprendere ad allenarsi, più tre settimane aggiuntive dal suo rientro agli allenamenti per rientrare in prima squadra. |

## Calendario
| Stagione regolare |                    |                        |                    |                    |                             |                    |                    |
| Turno             | Data               | Avversario             | Risultato          | Record             | Stadio                      | Pubblico           | Sintesi            |
| 1                 | 11 settembre       | Cleveland Browns       | S 14–38            | 0–1                | DC Stadium                  | 48,643             | Recap              |
| 2                 | 18 settembre       | at St. Louis Cardinals | S 7–23             | 0–2                | Busch Memorial Stadium      | 40,198             | Recap              |
| 3                 | 25 settembre       | at Pittsburgh Steelers | V 33–27            | 1–2                | Pitt Stadium                | 37,505             | Recap              |
| 4                 | 2 ottobre          | Pittsburgh Steelers    | V 24–10            | 2–2                | DC Stadium                  | 47,360             | Recap              |
| 5                 | 9 ottobre          | Atlanta Falcons        | V 33–20            | 3–2                | DC Stadium                  | 50,116             | Recap              |
| 6                 | 16 ottobre         | at New York Giants     | S 10–13            | 3–3                | Yankee Stadium              | 62,865             | Recap              |
| 7                 | 23 ottobre         | St. Louis Cardinals    | V 26–20            | 4–3                | DC Stadium                  | 50,154             | Recap              |
| 8                 | 30 ottobre         | at Philadelphia Eagles | V 27–13            | 5–3                | Franklin Field              | 60,658             | Recap              |
| 9                 | 6 novembre         | at Baltimore Colts     | S 10–37            | 5–4                | Memorial Stadium            | 60,238             | Recap              |
| 10                | 13 novembre        | Dallas Cowboys         | S 30–31            | 5–5                | DC Stadium                  | 50,927             | Recap              |
| 11                | 20 novembre        | at Cleveland Browns    | S 3–14             | 5–6                | Cleveland Municipal Stadium | 78,466             | Recap              |
| 12                | 27 novembre        | New York Giants        | V 72–41            | 6–6                | DC Stadium                  | 50,439             | Recap              |
| 13                | Settimana di pausa | Settimana di pausa     | Settimana di pausa | Settimana di pausa | Settimana di pausa          | Settimana di pausa | Settimana di pausa |
| 14                | 11 dicembre        | at Dallas Cowboys      | V 34–31            | 7–6                | Cotton Bowl                 | 64,198             | Recap              |
| 15                | 18 dicembre        | Philadelphia Eagles    | S 28–37            | 7–7                | DC Stadium                  | 50,405             | Recap              |

Nota: gli avversari della propria division sono in grassetto.

## Classifiche
| NFL Eastern         |    |    |   |      |        |     |     |     |
|                     | V  | S  | P | %    | DIV    | PF  | PS  | STR |
| Dallas Cowboys      | 10 | 3  | 1 | .769 | 9–3–1  | 445 | 239 | V1  |
| Philadelphia Eagles | 9  | 5  | 0 | .643 | 8–5    | 326 | 340 | V4  |
| Cleveland Browns    | 9  | 5  | 0 | .643 | 9–4    | 403 | 259 | V1  |
| St. Louis Cardinals | 8  | 5  | 1 | .615 | 7–5–1  | 264 | 265 | S3  |
| Washington Redskins | 7  | 7  | 0 | .500 | 7–6    | 351 | 355 | S1  |
| Pittsburgh Steelers | 5  | 8  | 1 | .385 | 4–8–1  | 316 | 347 | V2  |
| Atlanta Falcons     | 3  | 11 | 0 | .214 | 2–5    | 204 | 437 | S1  |
| New York Giants     | 1  | 12 | 1 | .077 | 1–11–1 | 263 | 501 | S8  |

Note: I pareggi non venivano conteggiati ai fini della classifica fino al 1972.